# Lutz Franke
Lutz Franke ([ur. 3 lipca 1957) – niemiecki lekkoatleta, specjalista skoku w dal,  dwukrotny medalista halowych mistrzostw Europy. W czasie swojej kariery startował w barwach Niemieckiej Republiki Demokratycznej.
Zajął 4. miejsce w skoku w dal na mistrzostwach Europy juniorów w 1975 w Atenach.
Zdobył srebrny medal w skoku w dal na halowych mistrzostwach Europy w 1977 w San Sebastián, przegrywając tylko z Hansem Baumgartnerem z Republiki Federalnej Niemiec, a wyprzedzając László Szalmę z Węgier. Na halowych mistrzostwach Europy w 1979 w Wiedniu zdobył brązowy medal w tej konkurencji, za reprezentantami Związku Radzieckiego Władimirem Cepielowem i Wałerijem Podłużnnym.
Franke był brązowym medalistą mistrzostw NRD w skoku w dal w 1978, a w hali mistrzem w tej konkurencji w 1977 i 1979, wicemistrzem w 1978 i 1980 oraz brązowym medalistą w 1981.
Rekordy życiowe Frankego:
- skok w dal – 8,13 m (19 lipca 1979, Drezno)
- skok w dal (hala) – 8,09 m (20 stycznia 1980, Berlin)

Startował w klubie SC DHfK Leipzig.